# Manuel Serifo Nhamadjo
Manuel Serifo Nhamadjo (Bissau, 25 marzo 1958 – Lisbona, 17 marzo 2020) è stato un politico guineense.
È stato Presidente ad interim della Guinea-Bissau dal maggio 2012 al giugno 2014.
Dal marzo al settembre 2009 e nuovamente dal gennaio 2012 all'aprile dello stesso anno ha ricoperto la carica di Presidente dell'Assemblea nazionale, l'organismo legislativo del Paese.